# Guàrdies Rojos (Rússia)
La Guàrdia Roja foren els destacaments paramilitars d'obrers i parcialment de soldats formats durant el transcurs de la Revolució Russa de 1917. Conformaren l'element de resposta principal dels bolxevics durant la Revolució. Formades majoritàriament per població urbana, que era on els bolxevics tenien un suport majoritari, van ser la força principal de combat dels bolxevics a la Revolució i a la posterior guerra civil. Les unitats de Guàrdies Rojos van ser creades al març de 1917, sota el control dels bolxevics a les empreses industrials pels Comitès de les Fàbriques, així com per les diverses cèl·lules del Partit Bolxevic. Durant la Revolució de Febrer es crearen diverses formacions militaritzades més, com la milícia del poble (народная милиция), creades pel Govern Provisional Rus, els grups d'autodefensa (отряды самообороны), els comitès de seguretat pública (комитеты общественной безопасности), els «esquadrons de treballadors» (рабочие дружины) i d'altres, que van ser gradualment unificats en la Guàrdia Roja.
La Guàrdia Roja va mantenir-se en la clandestinitat després de la seva participació en els Dies de Juliol, abandonant-la després del fracassat cop d'estat protagonitzat pel general Lavr Kornilov a l'agost de 1917. a partir d'aquest moment, la Guàrdia Roja s'estructurà a Petrograd i a Moscou, sent dirigida pel Partit Bolxevic.
Els Guàrdies Rojos van ser la base per la formació de l'Exèrcit Roig. A Petrograd, el cap dels guàrdies rojos (30.000 membres) va ser Konstantín Iurénev. En el moment de l'esclat de la Revolució d'Octubre de 1917, els guàrdies rojos eren uns 200.000 membres.
Durant la Revolució, l'entrenament de la Guàrdia Roja era obra de l'organització militar del Partit Obrer Socialdemòcrata Rus. L'entrenament militar dels treballadors es portava a terme sense l'absència d'aquests al treball. Hi havia tant regiments d'infanteria com de cavalleria. En diferents llocs l'organització no era uniforme en termes de subordinació, graus d'entrenament militar, etc. Aquest estat era conegut com a mig-partisà. Allistar-se era quelcom totalment voluntari, sent només necessari tenir una recomanació dels soviets o de les cèl·lules bolxevics. Va intervenir a conflictes locals, com el protagonitzat per Aleksandr Dutov a Orenburg, però la seva organització dispersa era ineficaç contra l'Exèrcit Blanc.
Després de la Revolució d'Octubre, s'implantà a la major part dels centres industrials de Rússia i es convertí en un veritable exèrcit revolucionari. Després de la Revolució, la Guàrdia Roja realitzà algunes funcions d'exèrcit regular entre el moment en què el nou govern soviètic començà a desmobilitzar l'antic exèrcit rus i el moment en què es creà l'Exèrcit Roig el gener de 1918, i la Guàrdia Roja es convertí en la reserva de l'Exèrcit i la base per a formacions de destacaments militars regulars.